# Dronevil
Dronevil è un album in studio del gruppo musicale giapponese Boris, pubblicato nel 2005.

## Tracce
1. Giddiness Throne – 20:08
2. Interference Demon – 19:59
3. Evil Wave Form – 19:55
4. The Evil One Which Sobs – 16:11

## Formazione

### Gruppo
- Takeshi – voce, basso, chitarra
- Wata – chitarra, voce
- Atsuo – batteria, voce